# James Anthony Froude
Pour les articles homonymes, voir Froude.
 (décembre 2023).
Si vous disposez d'ouvrages ou d'articles de référence ou si vous connaissez des sites web de qualité traitant du thème abordé ici, merci de compléter l'article en donnant les références utiles à sa vérifiabilité et en les liant à la section « Notes et références ».
James Anthony Froude, né le 23 avril 1818 à  Dartington (Angleterre) et mort le 20 octobre 1894, est un historien, romancier, biographe britannique, directeur de publication du Fraser's Magazine.

## Biographie
Fils cadet des huit enfants de Robert Hurrell Froude et de Margaret Spedding (+1821), James Anthony est né à Dartington (Devon) 23 avril 1818. Richard Hurrell Froude, polémiste anglo-catholique, était de quinze ans son ainé.  De 11  15 ans il étudie à la Westminster School.
Élevé dans le mouvement anglo-catholique très présent à Oxford, il projeta de devenir prêtre, mais ses doutes concernant la tradition anglicane - apparents dans son roman The Nemesis of Faith (en) (1849) - l'amenèrent à abandonner la carrière religieuse. Froude se tourna alors vers l'histoire, et acquit une grande notoriété grâce à son Histoire de l'Angleterre de la chute de Wolsey à la défaite de l'armada espagnole (History of England from the Fall of Wolsey to the Defeat of the Spanish Armada).
Inspirés par Thomas Carlyle, les écrits historiques de Froude furent souvent violemment polémiques, lui créant un grand nombre d'adversaires. Froude demeura controversé jusqu'à sa mort, en raison de sa Vie de Carlyle (Life of Carlyle), qu'il publia conjointement avec des écrits de Thomas et Jane Welsh Carlyle. Ces publications mettent souvent en lumière la personnalité égoïste de Carlyle, et entraînent des questions persistantes sur les problèmes du couple.

## Ouvrage
- (en) James Anthony Froude, The English in the West Indies or the bow of Ulysses, Londres, Longmans, Green and Co, 1888, 375 p. (lire en ligne)